# Ożaglowanie arabskie

Żagiel arabski

Ożaglowanie arabskie – rodzaj ożaglowania z czworokątnym żaglem przymocowanym do długiej ukośnej rejki. Powstało przez skrócenie przedniej części żagla łacińskiego.